# Ronde van Italië 2012/Startlijst
Dit artikel beschrijft de startlijst van de 96e Ronde van Italië die op zaterdag 5 mei 2012 van start ging in de Deense stad Herning.

## Overzicht

### Lampre-ISD
| Rugnummer | Naam                   | Prestaties | Opmerkingen | Eindklassering |
| --------- | ---------------------- | ---------- | ----------- | -------------- |
| 1         | Michele Scarponi       |            |             | 4e             |
| 2         | Damiano Cunego         |            |             | 6e             |
| 3         | Diego Ulissi           |            |             | 21e            |
| 4         | Matteo Bono            |            |             | 99e            |
| 5         | Adriano Malori         |            |             | 68e            |
| 6         | Przemysław Niemiec     |            |             | 39e            |
| 7         | Daniele Pietropolli    |            |             | 91e            |
| 8         | Daniele Righi          |            |             | 101e           |
| 9         | Alessandro Spezialetti |            |             | 77e            |

### AG2R-La Mondiale
| Rugnummer | Naam                | Prestaties | Opmerkingen        | Eindklassering |
| --------- | ------------------- | ---------- | ------------------ | -------------- |
| 11        | John Gadret         |            |                    | 11e            |
| 12        | Manuel Belletti     |            | Opgave: 15e etappe | DNF            |
| 13        | Julien Bérard       |            |                    | 110e           |
| 14        | Guillaume Bonnafond |            |                    | 90e            |
| 15        | Hubert Dupont       |            |                    | 16e            |
| 16        | Ben Gastauer        |            |                    | 67e            |
| 17        | Gregor Gazvoda      |            |                    | 134e           |
| 18        | Matteo Montaguti    |            |                    | 81e            |
| 19        | Mathieu Perget      |            |                    | 53e            |

### Androni Giocattoli
| Rugnummer | Naam                 | Prestaties        | Opmerkingen              | Eindklassering |
| --------- | -------------------- | ----------------- | ------------------------ | -------------- |
| 21        | José Rujano          |                   | Opgave: 19e etappe       | DNF            |
| 22        | José Serpa           |                   |                          | 87e            |
| 23        | Emanuele Sella       |                   |                          | 45e            |
| 24        | Roberto Ferrari      |                   |                          | 147e           |
| 25        | Fabio Felline        |                   |                          | 50e            |
| 26        | Alessandro De Marchi |                   |                          | 98e            |
| 27        | Miguel Ángel Rubiano | Winnaar 6e etappe |                          | 62e            |
| 28        | Carlos Ochoa         |                   | Niet gestart: 18e etappe | DNF            |
| 29        | Jackson Rodríguez    |                   |                          | 49e            |

### Astana Pro Team
| Rugnummer | Naam                 | Prestaties         | Opmerkingen | Eindklassering |
| --------- | -------------------- | ------------------ | ----------- | -------------- |
| 31        | Roman Kreuziger      | Winnaar 19e etappe |             | 15e            |
| 32        | Enrico Gasparotto    |                    |             | 66e            |
| 33        | Paolo Tiralongo      | Winnaar 7e etappe  |             | 23e            |
| 34        | Simone Ponzi         |                    |             | 88e            |
| 35        | Aleksandr Djatsjenko |                    |             | 119e           |
| 36        | Andrej Zejts         |                    |             | 85e            |
| 37        | Kevin Seeldraeyers   |                    |             | 33e            |
| 38        | Jevgeni Petrov       |                    |             | 61e            |
| 39        | Tanel Kangert        |                    |             | 26e            |

### BMC Racing Team
| Rugnummer | Naam               | Prestaties                              | Opmerkingen       | Eindklassering |
| --------- | ------------------ | --------------------------------------- | ----------------- | -------------- |
| 41        | Thor Hushovd       |                                         | Opgave: 6e etappe | DNF            |
| 42        | Alessandro Ballan  |                                         |                   | 103e           |
| 43        | Mathias Frank      |                                         |                   | 83e            |
| 44        | Taylor Phinney     | Winnaar 1e etappe (individuele tijdrit) |                   | 155e           |
| 45        | Marco Pinotti      |                                         |                   | 41e            |
| 46        | Mauro Santambrogio |                                         |                   | 86e            |
| 47        | Ivan Santaromita   |                                         |                   | 52e            |
| 48        | Johann Tschopp     |                                         |                   | 14e            |
| 49        | Danilo Wyss        |                                         |                   | 82e            |

### Colnago-CSF Bardiani
| Rugnummer | Naam               | Prestaties        | Opmerkingen              | Eindklassering |
| --------- | ------------------ | ----------------- | ------------------------ | -------------- |
| 51        | Domenico Pozzovivo | Winnaar 8e etappe |                          | 8e             |
| 52        | Sacha Modolo       |                   |                          | 138e           |
| 53        | Enrico Battaglin   |                   |                          | 74e            |
| 54        | Gianluca Brambilla |                   |                          | 13e            |
| 55        | Stefano Pirazzi    |                   |                          | 46e            |
| 56        | Sonny Colbrelli    |                   |                          | 100e           |
| 57        | Stefano Locatelli  |                   | Niet gestart: 16e etappe | DNF            |
| 58        | Angelo Pagani      |                   |                          | 97e            |
| 59        | Marco Coledan      |                   |                          | 153e           |

### Euskaltel-Euskadi
| Rugnummer | Naam           | Prestaties         | Opmerkingen                   | Eindklassering |
| --------- | -------------- | ------------------ | ----------------------------- | -------------- |
| 61        | Mikel Nieve    |                    |                               | 10e            |
| 62        | Adrian Saez    |                    |                               | 156e           |
| 63        | Jon Izagirre   | Winnaar 16e etappe |                               | 48e            |
| 64        | Miguel Mínguez |                    |                               | 157e           |
| 65        | Pierre Cazaux  |                    |                               | 123e           |
| 66        | Víctor Cabedo  |                    |                               | 129e           |
| 67        | Iván Velasco   |                    | Gediskwalificeerd: 20e etappe | DSQ            |
| 68        | Amets Txurruka |                    |                               | 42e            |
| 69        | Juan José Oroz |                    |                               | 51e            |

### Farnese Vini–Selle Italia
| Rugnummer | Naam               | Prestaties                         | Opmerkingen                   | Eindklassering |
| --------- | ------------------ | ---------------------------------- | ----------------------------- | -------------- |
| 71        | Filippo Pozzato    |                                    | Niet gestart: 10e etappe      | DNF            |
| 72        | Oscar Gatto        |                                    |                               | 113e           |
| 73        | Francesco Failli   |                                    |                               | 58e            |
| 74        | Matteo Rabottini   | Winnaar 15e etappe, Bergklassement |                               | 60e            |
| 75        | Andrea Guardini    | Winnaar 18e etappe                 | Gediskwalificeerd: 20e etappe | DSQ            |
| 76        | Elia Favilli       |                                    | Niet gestart: 19e etappe      | DNF            |
| 77        | Pierpaolo De Negri |                                    |                               | 120e           |
| 78        | Luca Mazzanti      |                                    |                               | 116e           |
| 79        | Alfredo Balloni    |                                    | Niet gestart: 19e etappe      | DNF            |

### FDJ-BigMat
| Rugnummer | Naam             | Prestaties | Opmerkingen                   | Eindklassering |
| --------- | ---------------- | ---------- | ----------------------------- | -------------- |
| 81        | Sandy Casar      |            |                               | 25e            |
| 82        | Mickaël Delage   |            |                               | 144e           |
| 83        | Arnaud Démare    |            | Opgave: 14e etappe            | DNF            |
| 84        | William Bonnet   |            | Niet gestart: 12e etappe      | DNF            |
| 85        | Francis Mourey   |            |                               | 78e            |
| 86        | Geoffrey Soupe   |            |                               | 76e            |
| 87        | Gabriel Rasch    |            |                               | 151e           |
| 88        | Dominique Rollin |            | Gediskwalificeerd: 20e etappe | DSQ            |
| 89        | Jussi Veikkanen  |            |                               | 146e           |

### Team Garmin-Barracuda
| Rugnummer | Naam                  | Prestaties                                              | Opmerkingen                   | Eindklassering |
| --------- | --------------------- | ------------------------------------------------------- | ----------------------------- | -------------- |
| 91        | Tyler Farrar          | Winnaar 4e etappe (ploegentijdrit)                      | Opgave: 6e etappe             | DNF            |
| 92        | Sébastien Rosseler    | Winnaar 4e etappe (ploegentijdrit)                      |                               | 125e           |
| 93        | Jack Bauer            | Winnaar 4e etappe (ploegentijdrit)                      |                               | 114e           |
| 94        | Ramūnas Navardauskas  | Winnaar 4e etappe (ploegentijdrit)                      |                               | 137e           |
| 95        | Ryder Hesjedal        | Winnaar 4e etappe (ploegentijdrit), Algemeen klassement |                               | 1e             |
| 96        | Robert Hunter         | Winnaar 4e etappe (ploegentijdrit)                      | Gediskwalificeerd: 20e etappe | DSQ            |
| 97        | Alex Rasmussen        | Winnaar 4e etappe (ploegentijdrit)                      |                               | 150e           |
| 98        | Peter Stetina         | Winnaar 4e etappe (ploegentijdrit)                      |                               | 27e            |
| 99        | Christian Vande Velde | Winnaar 4e etappe (ploegentijdrit)                      |                               | 22e            |

### Orica-GreenEdge
| Rugnummer | Naam            | Prestaties        | Opmerkingen              | Eindklassering |
| --------- | --------------- | ----------------- | ------------------------ | -------------- |
| 100       | Matthew Goss    | Winnaar 3e etappe | Niet gestart: 14e etappe | DNF            |
| 101       | Fumiyuki Beppu  |                   |                          | 121e           |
| 102       | Jack Bobridge   |                   | Opgave: 20e etappe       | DNF            |
| 103       | Daryl Impey     |                   |                          | DNF            |
| 104       | Jens Keukeleire |                   |                          | 127e           |
| 105       | Brett Lancaster |                   | Niet gestart: 14e etappe | DNF            |
| 106       | Christian Meier |                   |                          | 135e           |
| 107       | Svein Tuft      |                   |                          | 148e           |
| 109       | Tomas Vaitkus   |                   | Opgave: 17e etappe       | DNF            |

### Team Katjoesja
| Rugnummer | Naam                   | Prestaties                                        | Opmerkingen | Eindklassering |
| --------- | ---------------------- | ------------------------------------------------- | ----------- | -------------- |
| 111       | Joaquim Rodríguez      | Winnaar 10e etappe, 17e etappe, Punten klassement |             | 2e             |
| 112       | Pavel Broett           |                                                   |             | 95e            |
| 113       | Michail Ignatiev       |                                                   |             | 143e           |
| 114       | Alexander Kristoff     |                                                   |             | 149e           |
| 115       | Aljaksandr Koetsjynski |                                                   |             | 118e           |
| 116       | Alberto Losada         |                                                   |             | 54e            |
| 117       | Daniel Moreno          |                                                   |             | 20e            |
| 118       | Gatis Smukulis         |                                                   |             | 84e            |
| 119       | Ángel Vicioso          |                                                   |             | 69e            |

### Liquigas-Cannondale
| Rugnummer | Naam                 | Prestaties | Opmerkingen | Eindklassering |
| --------- | -------------------- | ---------- | ----------- | -------------- |
| 121       | Ivan Basso           |            |             | 6e             |
| 122       | Valerio Agnoli       |            |             | 57e            |
| 123       | Maciej Bodnar        |            |             | 117e           |
| 124       | Eros Capecchi        |            |             | 37e            |
| 125       | Damiano Caruso       |            |             | 24e            |
| 126       | Paolo Longo Borghini |            |             | 108e           |
| 127       | Cristiano Salerno    |            |             | 105e           |
| 128       | Fabio Sabatini       |            |             | 79e            |
| 129       | Sylwester Szmyd      |            |             | 28e            |

### Lotto-Belisol
| Rugnummer | Naam             | Prestaties         | Opmerkingen        | Eindklassering |
| --------- | ---------------- | ------------------ | ------------------ | -------------- |
| 131       | Bart De Clercq   |                    |                    | 40e            |
| 132       | Brian Bulgaç     |                    |                    | 102e           |
| 133       | Francis De Greef |                    |                    | 19e            |
| 134       | Lars Bak         | Winnaar 12e etappe |                    | 72e            |
| 135       | Gaëtan Bille     |                    | Opgave: 17e etappe | DNF            |
| 136       | Adam Hansen      |                    |                    | 94e            |
| 137       | Olivier Kaisen   |                    |                    | 142e           |
| 138       | Gianni Meersman  |                    | Opgave: 7e etappe  | DNF            |
| 139       | Dennis Vanendert |                    |                    | 133e           |

### Team Movistar
| Rugnummer | Naam               | Prestaties         | Opmerkingen        | Eindklassering |
| --------- | ------------------ | ------------------ | ------------------ | -------------- |
| 141       | Giovanni Visconti  |                    | Opgave: 15e etappe | DNF            |
| 142       | Marzio Bruseghin   |                    |                    | 17e            |
| 143       | José Herrada       |                    |                    | 44e            |
| 144       | Beñat Intxausti    |                    |                    | 38e            |
| 145       | Pablo Lastras      |                    | Opgave: 6e etappe  | DNF            |
| 146       | Andrey Amador      | Winnaar 14e etappe |                    | 29e            |
| 147       | Sergio Pardilla    |                    |                    | 18e            |
| 148       | Branislaw Samojlaw |                    |                    | 43e            |
| 149       | Francisco Ventoso  | Winnaar 9e etappe  |                    | 92e            |

### Omega Pharma-Quick Step
| Rugnummer | Naam               | Prestaties | Opmerkingen              | Eindklassering |
| --------- | ------------------ | ---------- | ------------------------ | -------------- |
| 151       | Dario Cataldo      |            |                          | 12e            |
| 152       | Marco Bandiera     |            |                          | 140e           |
| 153       | Francesco Chicchi  |            | Opgave: 19e etappe       | DNF            |
| 154       | Michał Gołaś       |            |                          | 93e            |
| 155       | Nikolas Maes       |            |                          | 106e           |
| 156       | Serge Pauwels      |            |                          | 47e            |
| 157       | Michał Kwiatkowski |            |                          | 136e           |
| 158       | Martin Velits      |            | Niet gestart: 18e etappe | DNF            |
| 159       | Julien Vermote     |            |                          | 89e            |

### Rabobank
| Rugnummer | Naam               | Prestaties | Opmerkingen              | Eindklassering |
| --------- | ------------------ | ---------- | ------------------------ | -------------- |
| 161       | Mark Renshaw       |            | Niet gestart: 14e etappe | DNF            |
| 162       | Juan Manuel Gárate |            |                          | 59e            |
| 163       | Theo Bos           |            | Niet gestart: 17e etappe | DNF            |
| 164       | Tom Leezer         |            | Opgave: 10e etappe       | DNF            |
| 165       | Stef Clement       |            |                          | 71e            |
| 166       | Grischa Niermann   |            |                          | 55e            |
| 167       | Tom-Jelte Slagter  |            |                          | 30e            |
| 168       | Graeme Brown       |            | Opgave: 15e etappe       | DNF            |
| 169       | Dennis van Winden  |            | Opgave: 8e etappe        | DNF            |

### RadioShack-Nissan-Trek
| Rugnummer | Naam             | Prestaties | Opmerkingen             | Eindklassering |
| --------- | ---------------- | ---------- | ----------------------- | -------------- |
| 171       | Fränk Schleck    |            | Opgave: 15e etappe      | DNF            |
| 172       | Jan Bakelants    |            |                         | 34e            |
| 173       | Daniele Bennati  |            | Niet gestart: 8e etappe | DNF            |
| 174       | Ben Hermans      |            |                         | 73e            |
| 175       | Giacomo Nizzolo  |            |                         | 130e           |
| 176       | Nélson Oliveira  |            |                         | 64e            |
| 177       | Thomas Rohregger |            |                         | 31e            |
| 178       | Jesse Sergent    |            |                         | 139e           |
| 179       | Oliver Zaugg     |            |                         | 56e            |

### Sky ProCycling
| Rugnummer | Naam                | Prestaties                               | Opmerkingen              | Eindklassering |
| --------- | ------------------- | ---------------------------------------- | ------------------------ | -------------- |
| 181       | Mark Cavendish      | Winnaar 2e etappe, 5e etappe, 13e etappe |                          | 145e           |
| 182       | Bernhard Eisel      |                                          |                          | 152e           |
| 183       | Juan Antonio Flecha |                                          |                          | 36e            |
| 184       | Sergio Henao        |                                          |                          | 9e             |
| 185       | Peter Kennaugh      |                                          | Opgave: 17e etappe       | DNF            |
| 186       | Ian Stannard        |                                          |                          | 132e           |
| 187       | Jeremy Hunt         |                                          | Niet gestart: 15e etappe | DNF            |
| 188       | Geraint Thomas      |                                          |                          | 80e            |
| 189       | Rigoberto Urán      | Winnaar Jongeren klassement              |                          | 7e             |

### Team NetApp
| Rugnummer | Naam                | Prestaties | Opmerkingen        | Eindklassering |
| --------- | ------------------- | ---------- | ------------------ | -------------- |
| 191       | Cesare Benedetti    |            |                    | 107e           |
| 192       | Jan Bárta           |            |                    | 65e            |
| 193       | Timon Seubert       |            | Opgave: 20e etappe | DNF            |
| 194       | Andreas Schillinger |            |                    | 154e           |
| 195       | Bartosz Huzarski    |            |                    | 70e            |
| 196       | Reto Hollenstein    |            | Opgave: 13e etappe | DNF            |
| 197       | Andreas Dietziker   |            |                    | 109e           |
| 198       | Matthias Brändle    |            |                    | 111e           |
| 199       | Daniel Schorn       |            |                    | 124e           |

### Team Saxo Bank
| Rugnummer | Naam                 | Prestaties | Opmerkingen              | Eindklassering |
| --------- | -------------------- | ---------- | ------------------------ | -------------- |
| 201       | Matteo Tosatto       |            |                          | 104e           |
| 202       | Anders Lund          |            |                          | 112e           |
| 203       | Volodymyr Hoestov    |            |                          | 63e            |
| 204       | Jonas Aaen Jørgensen |            |                          | 141e           |
| 205       | Juan José Haedo      |            | Niet gestart: 14e etappe | DNF            |
| 206       | Luke Roberts         |            |                          | 115e           |
| 207       | Mads Christensen     |            | Opgave: 12e etappe       | DNF            |
| 208       | Manuele Boaro        |            |                          | 131e           |
| 209       | Lucas Haedo          |            |                          | 128e           |

### Vacansoleil-DCM
| Rugnummer | Naam              | Prestaties         | Opmerkingen             | Eindklassering |
| --------- | ----------------- | ------------------ | ----------------------- | -------------- |
| 211       | Matteo Carrara    |                    |                         | 96e            |
| 212       | Thomas De Gendt   | Winnaar 20e etappe |                         | 3e             |
| 213       | Romain Feillu     |                    | Opgave: 6e etappe       | DNF            |
| 214       | Sergej Lagoetin   |                    |                         | 32e            |
| 215       | Gustav Larsson    |                    |                         | 35e            |
| 216       | Tomasz Marczyński |                    | Buiten tijd: 12e etappe | DNF            |
| 217       | Martijn Keizer    |                    |                         | 126e           |
| 218       | Stefan Denifl     |                    |                         | 75e            |
| 219       | Mirko Selvaggi    |                    |                         | 122e           |

## Deelnemers per land
| Deelnemers | Land |
| ---------- | --- |
| 58         | Italië |
| 19         | Spanje |
| 15         | België |
| 13         | Frankrijk                                                                                                  |
| 7          | Australië, Nederland, Polen                                                                                |
| 6          | Zwitserland                                                                                                |
| 5          | Denemarken, Oostenrijk, Verenigd Koninkrijk                                                                |
| 4          | Canada, Colombia, Verenigde Staten                                                                         |
| 3          | Duitsland, Noorwegen, Rusland, Venezuela                                                                   |
| 2          | Argentinië, Kazachstan, Litouwen, Luxemburg, Nieuw-Zeeland, Tsjechië, Wit-Rusland, Zuid-Afrika             |
| 1          | Costa Rica, Estland, Finland, Japan, Letland, Oekraïne, Oezbekistan, Portugal, Slovenië, Slowakije, Zweden |

1e etappe ·
2e etappe ·
3e etappe ·
4e etappe ·
5e etappe ·
6e etappe ·
7e etappe ·
8e etappe ·
9e etappe ·
10e etappe ·
11e etappe ·
12e etappe ·
13e etappe ·
14e etappe ·
15e etappe ·
16e etappe ·
17e etappe ·
18e etappe ·
19e etappe ·
20e etappe ·
21e etappe
Startlijst · Eindstanden · Afbeeldingen
 winnaars · 
roze trui · 
  puntenklassement · 
  bergklassement · 
 jongerenklassement · 
 intergiro · 
 ploegenklassement · 
 strijdlust · 
 zwarte trui
Giro d'Italia Next Gen · Giro Donne · Cima Coppi
 Belgische rozetruidragers · etappewinnaars
 Nederlandse rozetruidragers · etappewinnaars
Mannen:
1909 · 
1910 · 
1911 · 
1912 · 
1913 · 
1914 · 
1919 · 
1920 · 
1921 · 
1922 · 
1923 · 
1924 · 
1925 · 
1926 · 
1927 · 
1928 · 
1929 · 
1930 · 
1931 · 
1932 · 
1933 · 
1934 · 
1935 · 
1936 · 
1937 · 
1938 · 
1939 · 
1940 · 
1946 · 
1947 · 
1948 · 
1949 · 
1950 · 
1951 · 
1952 · 
1953 · 
1954 · 
1955 · 
1956 · 
1957 · 
1958 · 
1959 · 
1960 · 
1961 · 
1962 · 
1963 · 
1964 · 
1965 · 
1966 · 
1967 · 
1968 · 
1969 · 
1970 · 
1971 · 
1972 · 
1973 · 
1974 · 
1975 · 
1976 · 
1977 · 
1978 · 
1979 · 
1980 · 
1981 · 
1982 · 
1983 · 
1984 · 
1985 · 
1986 · 
1987 · 
1988 · 
1989 · 
1990 · 
1991 · 
1992 · 
1993 · 
1994 · 
1995 · 
1996 · 
1997 · 
1998 · 
1999 · 
2000 · 
2001 · 
2002 · 
2003 · 
2004 · 
2005 · 
2006 · 
2007 · 
2008 · 
2009 · 
2010 · 
2011 · 
2012 · 
2013 · 
2014 · 
2015 · 
2016 · 
2017 · 
2018 · 
2019 · 
2020 · 
2021 · 
2022 · 
2023 · 
2024 · 
2025
Vrouwen:
1988 · 
1989 · 
1990 · 
1991 ·
1992 ·
1993 · 
1994 · 
1995 · 
1996 · 
1997 · 
1998 · 
1999 · 
2000 · 
2001 · 
2002 · 
2003 · 
2004 · 
2005 · 
2006 · 
2007 · 
2008 · 
2009 · 
2010 · 
2011 · 
2012 ·
2013 · 
2014 ·
2015 ·
2016 ·
2017 ·
2018 ·
2019 ·
2020 ·
2021 ·
2022 ·
2023 ·
2024 ·
2025